# Ramsey Faragallah
Ramsey Faragallah (* 21. Januar 1964 in Los Angeles, Kalifornien) ist ein US-amerikanischer Schauspieler.

## Werdegang
Ramsey Faragallah wurde in Los Angeles geboren und ist seit 1994 als Schauspieler aktiv. Seine erste Rolle spielte er in dem Film Schlaflos.
Danach war er vor allem in Filmen wie Celebrity – Schön. Reich. Berühmt., Coming Soon, Im Bann des Jade Skorpions, Im inneren Kreis, Die Dolmetscherin  oder Zeit der Trauer zu sehen. 
2011 gehörte er als saudischer Diplomat Mansour Al-Zahrani zur Besetzung der ersten Staffel der US-Serie Homeland. Weitere Serienauftritte verbuchte Faragallah u. a. in Army Wives, Madam Secretary oder Good Wife.

## Filmografie (Auswahl)
- 1994: Schlaflos (Insomnia)
- 1996: Am Anfang war es Liebe (Ed's Next Move)
- 1997: Projekt: Peacemaker (The Peacemaker)
- 1998: Celebrity – Schön. Reich. Berühmt. (Celebrity)
- 1999: Die Sopranos (The Sopranos, Fernsehserie, Episode 1x11)
- 1999: Coming Soon
- 2000: Schmalspurganoven (Small Time Crooks)
- 2000: Third Watch – Einsatz am Limit (Third Watch, Fernsehserie, Episode 2x01)
- 2001: Im Bann des Jade Skorpions (The Curse of the Jade Scorpion)
- 2002: Hollywood Ending
- 2002: Im inneren Kreis (People I Know)
- 2003: Uptown Girls – Eine Zicke kommt selten allein (Uptown Girls)
- 2005: Die Dolmetscherin (The Interpreter)
- 2007: 30 Rock (Fernsehserie, Episode 1x20)
- 2009: Zeit der Trauer (The Greatest)
- 2009: Army Wives (Fernsehserie, Episode 3x18)
- 2009: Good Wife (The Good Wife, Fernsehserie, Episode 1x06)
- 2011: Blue Bloods – Crime Scene New York (Blue Bloods, Fernsehserie, Episode 1x13)
- 2011: Homeland (Fernsehserie, 3 Episoden)
- 2012: Person of Interest (Fernsehserie, 1x11)
- 2012: King Kelly
- 2013: The Big C (Fernsehserie, Episode 4x04)
- 2014: The Blacklist (Fernsehserie, Episode 2x07)
- 2014, 2018: Madam Secretary (Fernsehserie, 2 Episoden)
- 2015: Price for Freedom
- 2016: Unforgettable (Fernsehserie, Episode 4x08)
- 2016: Falling Water (Fernsehserie, 2 Episoden)
- 2017: Taken (Miniserie, Episode 1x08)
- 2017: Price for Freedom
- 2017: Kevin Can Wait (Fernsehserie, Episode 2x07)
- 2018: Bull (Fernsehserie, Episode 2x13)
- 2018: Mozart in the Jungle (Fernsehserie, 2 Episoden)
- 2020: Tommy (Fernsehserie, Episode 1x09)
- 2020: Search Party (Fernsehserie, Episode 3x05)